# Dark Sanctuary
Dark Sanctuary es un grupo de dark atmospheric o más concretamente de dark wave y neoclassical darkwave originario de Francia y formado en el año 1996. Son conocidos por sus álbumes de corte ambiental oscuro y melancólico con influencias del gótico neoclásico.

## Historia
La primera publicación de la banda fue un M-CD con una sola canción, Funeral Cry, lanzado en 1997. En aquel entonces, la formación constaba de dos miembros, Arkdae en los teclados y Marquise Ermia a la voz.
En 1998 el grupo quiso aumentar su potencial añadiendo nuevos miembros, como otro teclista, Hylgaryss; un percusionista/bajista, Sombre Cÿr; y una violinista, Éliane. Juntos grabaron su primer álbum, Royaume Mélancolique y dieron su primer concierto, en septiembre de 1998 cerca de París.
En noviembre de 1999 firmaron con la productora Wounded Love Records y poco después se les unió una segunda violinista, Marguerite, con la que grabaron su segundo álbum, De Lumière et d'Obscurité, hecho público en noviembre del año 2000.
Poco después de grabar este álbum, Marquise Ermia abandonó la formación para continuar con sus estudios, y una nueva cantante, Dame Pandora, se unió a la banda.
El tercer álbum, L'Être las - L'envers du miroir, fue grabado durante marzo de 2002 y publicado a principios de 2003, unos meses después de haber sacado un single con dos pistas. Este álbum tuvo cierto éxito en Francia y Alemania.
Tras ofrecer algunos conciertos en Francia, volvieron a Alemania con el objetivo de grabar el próximo álbum: Les Mémories Blessées, que publicarían a principios de 2004 y reafirmaría el estilo propio de Dark Sanctuary, demostrando además madurez y unos nuevos objetivos musicales.

## Discografía

### Álbumes
- Royaume Mélancolique (1999)
- De lumière et d'obscurité (2000)
- L'être las - L'envers du miroir (2003)
- Les Mémoires Blessées (2004)
- Exaudi Vocem Meam - Part 1 (2005)
- Exaudi Vocem Meam - Part 2 (2006)
- Dark Sanctuary (2009) Colaboración con Victoria Francés
- Metal (2017)
- Cernunnos (2023)

### Singles y EP
- Bruises (1996)
- Funeral Cry (1998)
- Vie ephémère (2002)
- La Clameur du Silence (promo) (2004)
- Iterum (2021)

### Recopilatorios
- Thoughts: 9 years in the sanctuary (2005)

## Miembros
- Dame Pandora - Voz (2000-presente)
- Arkdae - Guitarra y Teclado (1996-presente)
- Hylgaryss - Guitarra y Teclado (1998-presente)
- Sombre Cÿr - Bajo y Percusión (1998 - presente)

## Exmiembros
- Marquise Ermia - Voz (1996 - 2000)
- Marguerite - Violín (1999 - 2008)
- Éliane - Violín (1999 - 2008)